# François Jacob
François Jacob (ur. 17 czerwca 1920 w Nancy, zm. 19 kwietnia 2013 w Paryżu) – francuski genetyk, laureat Nagrody Nobla w dziedzinie fizjologii lub medycyny, którą otrzymał wraz z Monod i Lwoff, w roku 1965 za odkrycie mRNA i wyjaśnienie mechanizmu regulacji ekspresji genów.
W 1961 roku odkrył mechanizm działania operonów wraz z Jakiem Monod.

## Życiorys
Ukończył naukę w Lycée Carnot w Paryżu, a następnie rozpoczął studia na Uniwersytecie Paryskim. 21 czerwca 1940, w Saint-Jean-de-Luz wszedł na pokład statku MS Batory, na którym popłynął do Wielkiej Brytanii, gdzie wstąpił do wojska Wolnej Francji. Pierwotnie próbował wstąpić do artylerii, w sierpniu 1940 roku został mianowany pomocnikiem lekarza i brał udział w operacji Menace oraz w kampanii o Gabon. Od 1941 stacjonował w Czadzie, we wrześniu 1942 został awansowany na stopień podporucznika. Następnie brał udział w walkach w Tunezji i Trypolitanii, gdzie podczas walk został ranny.
Od 1943 służył w 2 Dywizji Pancernej, brał udział w operacji Overlord i 8 sierpnia 1944 roku został ciężko ranny podczas walk w Mortain. Został ewakuowany do Cherbourga, a po wyzwoleniu stolicy do szpitala w Paryżu. 10 listopada 1944 roku został wyjątkowo awansowany na stopień porucznika. 30 stycznia 1945 roku został zwolniony ze szpitala, jednak od lutego był ponownie hospitalizowany. 16 września 1945 roku został zdemobilizowany.
W 1947 ukończył w Paryżu studia medyczne i obronił doktorat z medycyny. Od 1950 pracował w Instytucie Pasteura, od 1956 był kierownikiem laboratorium, a od 1960 dyrektorem zakładu genetyki. W 1964 został profesorem Collège de France. 
Był członkiem Królewskiej Duńskiej Akademii Nauk i Literatury, Narodowej Akademii Nauk, Amerykańskiej Akademii Sztuk i Nauk, Amerykańskiego Towarzystwa Filozoficznego, Towarzystwa Królewskiego, Francuskiej Akademii Nauk i Królewskiej Akademii Medycznej Belgii. W 1965 został laureatem Nagrody Nobla w dziedzinie fizjologii lub medycyny wraz z Jacquesem Monodem i André Michelem Lwoffem. 
Od 2007 do 2011 był kanclerzem kapituły Orderu Wyzwolenia.

## Odznaczenia
- Krzyż Wielki Legii Honorowej[4]
- Order Wyzwolenia[4]
- Wielki Oficer Orderu Narodowego Zasługi[4]
- Krzyż Wojenny 1939–1945[4]
- Medal Kolonialny[4]